# Почётный гражданин Могилёва
«Почётный гражданин Могилёва» — звание, которого удостаиваются граждане, проявившие высокое мужество и героизм в борьбе против немецко-фашистских захватчиков в годы Великой Отечественной войны, имеющие особые заслуги в области промышленного, хозяйственного и культурного строительства.
Звание учреждено 20 января 1970 г. решением горсовета.
Сведения о заслугах Почётных граждан Могилёва, заносятся на стенд «Почётный гражданин города Могилёва» (установлен в областном краеведческом музее).
Список почетных граждан и их краткие биографии размещены на официальном сайте Могилевского городского исполнительного комитета.
Почётным гражданам Могилёва, вручается свидетельство, красная шелковая лента с надписью «Почётный гражданин города Могилёва».

## Почётные граждане Могилёва
1970 год
- Е. Н. Козловская — заслуженная учительница БССР.
- Н. Ф. Королёв — Герой Советского Союза, один из организаторов и руководителей партизанского движения на территории Могилевской области в годы Великой Отечественной войны, генерал-майор.
- Д. И. Смирнов — Герой Советского Союза, генерал-лейтенант.

1975 год
- И. К. Кириллов — участник боев за освобождение Могилева в 1944 г., генерал-майор.
- А. Ф. Наумов — участник боев за освобождение Могилева в 1944 г., генерал-майор.
- П. П. Тимошенко — Герой Социалистического Труда, заслуженный строитель БССР.

1978 год
- Л. А. Костандов — советский государственный деятель, лауреат Ленинской и Государственной премий СССР.
- А. П. Старовойтов — Герой Социалистического Труда, заслуженный строитель БССР.

1979 год
- И. Д. Красноштанов — участник боев за освобождение Могилева в 1944 г., генерал-лейтенант.

1980 год
- М. Д. Максимцов — участник боев за освобождение Могилева в 1944 г. генерал-майор.
- И. Н. Макаров — бывший 1-й секретарь Могилевского обкома КП(б)Б.

1982 год
- М. Г. Хомуло — участник боев за освобождение Могилева в 1944 г. и восстановления города в послевоенные годы, генерал-полковник.
- А. В. Гущин — участник боев за освобождение Могилева в 1944 г., генерал-лейтенант.

1985 год
- А. К. Разумов — Герой Советского Союза, участник боев за освобождение Могилева в 1944 г.

1986 год
- А. Ф. Везиров — Герой Советского Союза, участник боев за освобождение Могилева в 1944 г., гвардии полковник.

2001 год
- Н. К. Дружинин — писатель, бывший фронтовик, автор художественно-документальной повести «Без вести пропавшие», посвящённой воинам 172-й дивизии генерала М. Т. Романова, геройски оборонявшим Могилёв летом 1941 года.
- А. А. Минин — Герой Советского Союза;
- С. Н. Баитова — Олимпийская чемпионка, заслуженный мастер спорта СССР;
- А. А. Мосейков — Олимпийский чемпион, заслуженный мастер спорта Республики Беларусь.

2002 год
- Н. В. Гнатюк — народный артист Украины, профессор.

2003 год
- Л. Л. Иванов — доцент, декан педагогического факультета Белорусской государственной академии музыки, заслуженный деятель искусств БССР, Заслуженный учитель БССР.

2007 год
- Н. Г. Петрова — генеральный директор ОАО «Лента».

2008 год
- Б. В. Батура — белорусский государственный деятель.

2011 год
- В. Я. Саханько — генеральный директор завода «Строммашина».
- Л. А. Мищенко — директор Могилёвской государственной гимназии-колледжа искусств.